# Angela Losada García
Angela Losada García   (Sobrado, 1927 - Sobrado, 28 de febrer de 2020) va ser una jove activista de la resistència a la comarca del Bierzo, víctima de la  repressió franquista.

## Biografia
Nascuda al poble de Sobrado (Lleó) era filla de José Losada Granja i Alpidia García Moral i tenia tres germans, Abelardo, Diego i Víctor i una germana que va morir de petita. A les eleccions generals espanyoles de 1936 tot el poble, menys dos veïns, va votar el Front Popular d'Esquerres. Arran del cop d'estat del 18 de juliol d'aquell mateix any, els sollevats van entrar al poble, van cremar les cases i van massacrar tots els homes que van trobar, fossin o no del lloc. José Losada Granja i el seu germà Serafín van poder fugir però, a l'octubre de 1936, van ser capturats i assassinats per un grup de falangistes a Portela de Aguiar.
L'any 1939, amb la derrota del bàndol republicà, Espanya va quedar sota la dictadura del general Franco i es va iniciar una cruenta repressió dels vençuts. Al Bierzo, molts dels que van sobreviure es van refugiar a les muntanyes de la comarca i també a la comarca de la Cabrera, una zona boscosa de difícil accés. Allí es va organitzar la primera agrupació armada, anomenada Federación de Guerrillas de León-Galicia. Els maquis van comptar amb un nombre important d'enllaços i col·laboradors entre la població civil. La casa d'Alpidia García, coneguda com Maruxa, va servir de refugi i Angela Losada, malgrat ésser encara una nena, va col.laborar en l'avituallament i en petits encàrrecs. Les batudes de La Guàrdia Civil van ser molt freqüents, sobretot a les cases de les viudes republicanes, que eren considerades «dones d'antecedents sospitosos».
La nit del 29 al 30 d'octubre de 1943, hi havia set guerrillers amagats a casa de la seva mare. Angela Losada, que aleshores tenia setze anys, els va advertir que s'acostava un contingent de guàrdies civils comandats per Agustin Nuñumer i ella mateixa va anar a obrir. Només entrar, es va iniciar un tiroteig en el qual van resultar morts el sergent Argentino Heredero i el número Máximo Nogal Mata, ferits un tinent, un guàrdia i dos veïns que van ser confosos amb els maquis. També la veïna Dorinda Ríos García, que estava retinguda, va morir durant els fets. Els guerrillers van aconseguir fugir i Alpidia García va marxar amb ells. Angela Losada s'havia pogut refugiar en una altra casa i l'endemà es va lliurar a la comandància de la Guàrdia Civil, que de moment la va deixar en llibertat per ser menor d'edat, però quan va complir l'edat penal, va ser jutjada i condemnada a dotze anys de presó, que posteriorment es van reduir a vuit, dels quals en va complir sis a la Presó de dones d'Amorebieta i a l'Antiga presó de Segòvia, on va coincidir amb Mercedes Gómez Otero i altres preses polítiques que van protagonitzar la vaga de fam del gener de 1949.
La mare, Alpidia García Moral que s'havia unit al grup guerriller de Silverio Yebra Granja, juntament amb el seu nou company Victorino Nieto Rodríguez, va resistir a les muntanyes fins que el 17 de març de 1949, en una emboscada, van ser abatuts Hilário Álvarez Méndez i Abelardo Macías Fernández. Alpidia García va ser capturada amb vida i assassinada per la Guàrdia civil, com escarment, davant dels veïns del poble de Villasinde.
Angela Losada García, en sortir de la presó, va sobreviure com va poder, es va casar amb Eulogio Lindoso Arias i va tenir dos fills, José i Julio César Lindoso. Va donar testimoni dels fets i va morir el 28 de febrer de 2020 a Sobrado als noranta-dos anys.